# 和田カヨ
和田 カヨ（わだ カヨ、1979年10月14日 - ）は日本の元女性声優、ナレーター。鹿児島県出身。血液型はO型。2008年7月まではイエローテイル、以後は活動停止までオフィスサッキーに所属していた。

## 概要・人物
- 俳協ボイスアクターズスタジオの卒業後に、当時ロックンバナナ内の声優事務所であったイエローテイルに入所した。
- 声帯炎症の悪化を防ぐため、2006年7月1日より一時活動を休止していたが、2006年12月9日に本人の公式ブログ上で復帰を宣言した。ただし、当時の所属事務所より、今後は声優ではなくナレーターとして活動することが発表された。その後、本人のブログで今後はナレーター業中心ではあるが、少なくとも声優業も続けていくことを表明した。しかし、2011年以降は明確な活動が見られず、担当していた持ち役も後述の通り降板しており、事実上活動を停止している。

### 後任
和田の活動停止後に持ち役を引き継いだ人物は以下の通り。
- 上田麗奈 - 『IS 〈インフィニット・ストラトス〉』：鷹月静寐

## 主な出演作品

### テレビアニメ
2011年
- IS 〈インフィニット・ストラトス〉（鷹月静寐）

### ゲーム
2001年
- Candy Stripe 〜みならい天使〜（園田栄美子）
- Piaキャロットへようこそ!!3（天野織江）

2003年
- 青い涙（柳沢愛美）

2005年
- 少女魔法学リトルウィッチロマネスク（カヤ・シャビエ）

2008年
- ふしぎ遊戯 朱雀異聞（結蓮）

### 携帯コンテンツ
- てのひらもえ（いもちゃん）
- 伝説の力を呼び覚ます〜ルーンストーン占い〜（ナレーション）

### PCソフト
- てきぱき家計簿マム4（マム）

### CD
- 恋歌レモンケーキ〜ほしのろうどく〜

### 歌
- リトルウィッチファンディスク〜ちいさな魔女の贈り物〜主題歌「世界を回して」（作詞、歌）

### ナレーション
- ニチレイ 焼あげグラタン
- 中央コンタクト 愛キャット編
- CX系列ドラマ「お義母さんといっしょ」
- BS900chメガポート放送「We Love The Earth」

### ラジオ
- 恋歌レモンケーキ（パーソナリティ）
- 萌え総研（パーソナリティ）